# الصحافة في السعودية

## بداية الصحافة في شبة الجزيرة العربية
كان لمنطقة الحجاز تحديداً أسبقية في صدور عدد من الصحف خلال العصر العثماني ثم العصر الهاشمي، قبل أن تؤول هذه المناطق إلى الحكم السعودي، وكان يقوم على إصدار الصحف في هذين العهدين عرب وغير عرب، مرت الصحافة بعدة مراحل هي:
- العهد العثماني
- العهد الهاشمي
- الحكم السعودي

### الصحافة في العصر العثماني
ومن أهم الصحف في هذا العهد:
- جريدة حجاز وهي أول جريدة عثمانية رسمية صدت في الحجاز في مكة المكرمة، وصدر العدد منها بتاريخ: 8/ 10 / 1326هـ/ الموافق 3 / 11 / 1908م، وعبّر صدورها عن الاستفادة من مطبعة الولاية الرسمية التي أنشأتها الحكومة العثمانية.
- جريدة شمس الحقيقة صدرت بمكة المكرمة.
- جريدة الإصلاح الحجازي صدرت من جدة.
- جريدة الرقيب صدرت من المدينة المنورة.
- جريدة صفاء الحجاز صدرت من جدة.
- جريدة المدينة المنورة من المدينة المنورة.[1]

### الصحافة فيالعهد الهاشمي
ومن أهم الصحف في هذا العصر:
- جريدة القبلة انطلقت من مكة المكرمة وصدر العدد الأول منها بتاريخ 15 / 10/ 1334هـ.
- جريدة الفلاح صدرت عام 1338هـ.
- جريدة الحجاز صدرت عام 1334هـ.
- بريد الحجاز صدرت بجدة عام 1343هـ.
- مجلة مدرسة جرول الزراعية صدرت في مكة المكرمة عام 1338هـ.[2]

## العهد السعودي
وطورت الصحافة في العهد السعودي بتطور التعليم وانتشاره. ونما الوعي الصحفي والأدبي بين أفراد الشعب بنمو الثقافة وانتشار التعليم. وتأسست المطابع في المدن الكبرى، وتبارى أفراد الشعب في إصدار الصحف والمجلات، كما مرت الصحافة السعودية بثلاث مراحل، لكل مرحلة منها شأن في تقدم الصحافة وتطورها وازدهارها. وهي:
- صحافة الأفراد
- إدماج الصحف
- المؤسسات الصحفية.[3]

كان كل من آنس في نفسه الكفاية والقدرة على إصدار صحيفة أو مجلة، والتزم بتطبيق نظام المطبوعات والمطابع وطلب من الحكومة ذلك، تمنحه الحكومة امتياز إصدار الصحيفة أو المجلة المطلوبة. فكثرت الصحف والمجلات وصارت تصدر بإمكانات محدودة وبعضها لا يستطيع الصدور بانتظام.

## الصحافة في منطقة الحجاز
إنّ جريدة أم القرى هي أول إصدار صحفي في عهد الملك عبد العزيز، وكان صدورها قد تم سنة 1343هـ - 1924م، حيث طُبع أول عدد منها بعد أسبوع من دخول الملك عبد العزيز مكة المكرمة، وهي تعتبر الجريدة الرسمية للحكومة السعودية اليوم. وقد كان صدورها بدلاً من القبلة، وقد صدر العدد الأول منها في 12 جمادى الأولى عام 1343هـ، وكان ممن رأس تحريرها يوسف ياسين، ثم رشدي الصالح ملحس، ولا تزال تصدر حتى اليوم.
ومن أوائل الصحف التي صدرت في منطقة الحجاز هي:
- صوت الحجاز: جريدة أسبوعية مستقلة، صدرت بمكة في 27 ذي القعدة عام 1350هـ لصاحبي امتيازها محمد صالح نصيف وعبد الوهاب آشي، وقد انتقل امتيازها إلى الشركة العربية للطبع والنشر، وصدرت مرتين في الأسبوع، وتوقفت أثناء الحرب العالمية الثانية.
- البلاد السعودية: هي امتداد لصوت الحجاز التي توقفت عن النشر بسبب الحرب العالمية الثانية وآخر عدد صدر منها بتاريخ 27 جمادى الثانية 1360هـ، وعادت في عام 1365هـ بعد انتهاء الحرب باسم البلاد السعودية، وأصبحت تصدر بشكل يومي عام 1373هـ.
- عرفات: (أول جريدة تصدر بالمملكة وتعالج المشاكل الاجتماعية بالكاريكاتير، وأول جريدة يكتب اسمها أنها شعبية. وهي من الصحف قصية العمر إذ لم تكمل عامها الأول حتى اندمجت مع البلاد السعودية ليصبح اسمها بعد ذلك "البلاد")، أصدرها بجدة عبد الحي حسن قزاز عام 1377هـ، وقد استمرت في الصدور حتى العدد(53) حيث تم دمجها.
- البلاد: صدرت في رجب عام 1378هـ، بعد دمج جريدتي البلاد السعودية وعرفات، ولا تزال مستمرة في الصدور.
- المنهل: مجلة شهرية للآداب والعلوم، أصدرها في المدينة المنورة عبد القدوس الأنصاري عام 1355هـ، ونقلها إلى مكة فجدة عام 1372 هجرية ولا تزال تصدر.
- المدينة المنورة: جريدة أسبوعية، أصدرها بالمدينة المنورة عثمان حافظ عام 1355هـ، وصدرت مرتين في الأسبوع، ثم نقلت إلى جدة لتصدر يومية، ولا تزال.
- مجلة الحج: مجلة شهرية تصدرها وزارة الحج والعمرة، صدرت عام 1366هـ.
- الرياض: مجلة أسبوعية، صدرت شهرية بجدة، أصدرها أحمد عبيد محمد عام 1373 هجرية وتوقفت بعد عام ونصف تقريباً من صدورها.
- حراء: جريدة كانت تصدر أسبوعيًا ثم أصبحت يومية، أصدرها بمكة صالح محمد جمال عام 1376هـ حتى أدمجت بجريدة الندوة.
- الندوة: جريدة يومية تصدرها دار الندوة للطبع والنشر بمكة، وكان ممن رأس تحريرها أحمد السباعي، صدرت في رجب عام 1377هـ أسبوعية مؤقتاً، ثم صدرت ثلاث مرات في الأسبوع حتى أدمجت بحراء وأصبحت تصدر باسم الندوة.
- الأضواء: جريدة يومية، ولكنها صدرت أسبوعية في جدة، عام 1376هـ وتوقفت عام 1378هـ.
- عكاظ: جريدة أسبوعية ثم يومية أصدرها أحمد عبد الغفور عطار. صدرت على أساس أن مقرها الطائف، وتطبع في جدة، في عام 1379هـ ثم صارت تصدر من جدة إلى اليوم.
- رابطة العالم الإسلامي: مجلة شهرية أصدرتها رابطة العالم الإسلامي بمكة عام 1383 هجرية، وتعد آخر مجلة صدرت في عهد صحافة الأفراد، وكونها تصدر من جهة رسمية فقد استمرت بالصدور ولم يطبق عليها النظام الجديد.
- قريش: مجلة أسبوعية جامعة، أصدرها بمكة أحمد السباعي عام 1379هـ، وتوقفت عام 1383 هجرية.
- الرائد: جريدة أسبوعية جامعة، أصدرها عبد الفتاح أبو مَدْيَن في جدّة عام 1379 هجرية وتوقفت عام 1383هـ.
- الأسبوع التجاري: تعد أول جريدة تجارية اقتصادية أسبوعية سعودية، أصدرها بجدة عبد العزيز مؤمنة، عام 1382 هجرية، وتوقفت عام 1383 أو 1384هـ.[4]
- كلمة الحق: مجلة شهرية، أصدرها أحمد عبد الغفور عطار في مكة عام 1387 هجرية وتوقفت بعد صدور أربعة أعداد منها.
- الرياضي: مجلة شهرية تعنى بشؤون الرياضة والشباب، صدرت في جدة في مطلع شهر رجب 1388هـ .
- أخبار العالم الإسلامي: جريدة أسبوعية تصدرها رابطة العالم الإسلامي، صدرت في مطلع عام 1387هـ.

وغيرها من الصحف في منطقة الحجاز .

## الصحافة في منطقة نجد
تعبر صحيفة اليمامة أول صحيفة صدرت في نجد، أصدرها حمد الجاسر في الرياض، صدر عددها الأول على هيئة مجلة شهرية في شهر ذي الحجة عام 1372هـ مطبوعاً في مصر، ثم بعد ذلك طبعت في مكة ثم في لبنان، وفي عام 1374هـ صدرت على هيئة صحيفة أسبوعية، ولا تزال مستمرة في الصدور، وقد كانت مجلد تعنى بالأبحاث التاريخية والجغرافية عن بلاد العرب والأبحاث الأدبية، وقد كانت مدرسة أدبية بحق نشأت على صفحاتها أقلام معروفة اليوم في الأوساط الأدبية.
- القصيم: جريدة أسبوعية، صدرت بمدينة بريدة في القصيم، وتطبع في الرياض، لصاحبها عبد الله العلي الصانع، صدرت في شهر جمادى الآخرة عام 1379هـ ورأس تحريرها عبد العزيز العبد الله التويجري.
- الجزيرة: مجلة شهرية أُصدرها في الرياض الشيخ عبدالعزيز الربيعي وعبد الله بن خميس في مطلع شهر ذي القعدة عام 1379 هجرية، وتحولت إلى جريدة أسبوعية في عام 1383هـ ولا تزال تصدر، وكانت في أول عهدها من المجلات الغنيّة بالأبحاث القيمة.
- راية الإسلام: مجلة شهرية، صدرت عام 1379 هجرية في مدينة الرياض، وتوقفت عن الصدور.
- الرياض: جريدة يومية تصدر عن مؤسسة اليمامة الصحفية بالرياض، صدرت في مطلع عام 1385 هجرية.
- أسرار : مجلة شهرية، طبية اجتماعية نسائية، صادرة من بترخيص من وزارة الإعلام السعودية، كانت بداية صدورها في عام 2009
- الدعوة: جريدة أسبوعية تصدر عن مؤسسة الدعوة الصحفية بالرياض، صدرت في مطلع عام 1385 هجرية.
- العرب: مجلة شهرية تعنى بتاريخ العرب، وجغرافية بلادهم وبتراثهم الفكري بصورة عامة، تصدر عن (دار اليمامة للبحث والترجمة والنشر) بالرياض، صدرت في شهر رجب عام 1386 هجرية، يرأس تحريرها صاحبها حمد الجاسر.

وغيرها من الصحف في منطقة نجد .

## الصحافة في المنطقة الشرقية
- الفجر الجديد: جريدة أسبوعية أدبية، صدرت عام 1374 هجرية لصاحبها أحمد الشيخ يعقوب، وقد توقفت عن الصدور بعد العدد الثالث.
- أخبار الظهران: جريدة أسبوعية عربية جامعة، أصدرتها شركة الخط للطبع والنشر بالدمام ورأس تحريرها عبدالكريم الجهيمان، صدرت عام 1374 هجرية، واحتجبت ثم عادت للصدور في بداية عام 1381هـ وتوقفت عن الصدور نهائيًا سنة 1383هـ.
- الخليج العربي: كانت في بداية صدورها مجلة صدرت من الأحساء عام 1375هـ وتوقفت بعد ستة أعداد لأزمة مالية وإدارية وكان رئيس تحريرها عبد الله أحمد الشباط، ثم أصدرت من جديد على هيئة جريدة من الخبر وأول من تولى رئاسة تحريرها الأستا محمد أحمد الفقي.
- الإشعاع: مجلة شهرية جامعة أصدرها سعد البواردي، في عام 1375هـ واستمرت في الصدور ما يقارب السنتين ثم توقفت.
- قافلة الزيت: مجلة شهرية علمية أدبية، أصدرتها شركة الزيت العربية الأمريكية في الظهران عام 1373هـ؛ ولا تزال.[5]
- اليوم: جريدة يومية، أصدرتها مؤسسة اليوم للصحافة في مدينة الدمام عام 1384هـ، ولا تزال تصدر.[6]

وغيرها من الصحف في المنطقة الشرقية .

## صحف تابعة لمؤسسات ووزارات حكومية
هناك صحف ومجلات أخرى، صدرت هي:
- مجلة رسالة الجامعة؛ تصدرها جامعة الملك سعود في فترات مختلفة.
- مجلة المعرفة؛ تصدر كل شهر مرة عن وزارة المعارف؛ صدرت عام 1379هـ وتوقفت.
- مجلة التجارة، تصدرها الغرفة التجارية في جدة ولا تزال.
- مجلة تجارة الرياض؛ تصدرها الغرفة التجارية إلى اليوم.
- مجلة الزراعة، تصدر عن وزارة الزراعة، ليس لصدورها وقت معين ثابت؛ وقد توقفت.
- مجلة وزارة المالية؛ تصدر عن وزارة المالية وقد توقفت.
- مجلة الإذاعة، تصدرها المديرية العامة للإذاعة والتلفزيون بجدة؛ وقد توقفت.
- الدفاع؛ مجلة تصدر عن وزارة الدفاع والطيران في الرياض؛ ولا تزال.
- مجلة الكلية الحربية، تصدرها كلية الملك عبد العزيز بالرياض، مرة في السنة.
- حماة الأمن، تصدر عن وزارة الداخلية بالرياض، وقد توقفت.
- الإدارة العامة، مجلة يصدرها معهد الإدارة العامة في الرياض، ولا تزال

## أنظمة المؤسسات الصحفية بالمملكة
الصحافة السعودية على أنها منذ عهد الملك عبد العزيز وحتى الآن، واجهت ما استدعى إلى إدخال الكثير من الأنظمة والتشريعات بشأنها، بحثاً عن تحسين الأداء، وسعياً إلى التأكد من مواكبتها للمستجدات والتطورات محلياً وعربياً ودولياً، ولهذا وضمن هذه الرؤية، فقد بدأت الصحافة في الصدور بمبادرات فردية، تعتمد في تمويلها وإدارتها على صاحب امتياز الصحيفة، وهذه هي المرحلة الأولى، وقد أُطلق عليها ما يسمّى بصحافة الأفراد، وقد ألغيت صحافة الأفراد بصدور نظام المؤسسات الصحفية عام 1383هـ - 1964م، وسمح بصدورها وصدور غيرها عبر مؤسسات يملكها ويدير العمل فيها عدد من المواطنين وفق تنظيم مؤسساتي، وهذه هي المرحلة الثانية في تطور الصحافة المحلية.
في عام 1422هـ - 2001م صدر ثاني نظام للمؤسسات الصحفية، وهو نظام معدّل للنظام السابق، وقد راعى النظام الجديد معالجة القصور والنقص والثغرات في النظام السابق، ليلبي ويستجيب لمتطلّبات المرحلة الحالية، أنّ أبرز ما في النظام الجديد في نسخته المعدّلة، أنه خفف من سلطة وزارة الثقافة والإعلام، وتبنى إنشاء هيئة للصحفيين، ونص على إيجاد مجلس إدارة في المؤسسة الصحفية، وألغى لجنة الإشراف على التحرير، كما ألغى شرط أن يكون المدير العام ورئيس التحرير عضوين في المؤسسة الصحفية، وسمح بتعيين المدير العام دون الحاجة إلى أخذ موافقة وزارة الثقافة والإعلام، ونصوص أخرى تحمي الصحفي من إجراءات الفصل التعسفي، مع معالجة الازدواجية في عضوية المؤسسات الصحفية، فضلاً عن أنّ النظام الجديد ألزم المؤسسات الصحفية بوضع الهياكل واللوائح المنظمة لسير العمل فيها.
وتنتهج الصحافة السعودية منهجًا وأسلوبًا معتدلًا بين المدارس الصحافية في الوطن العربي، وهو ما يُعتبر وسطيًا بين المدرسة اللبنانية في الصحافة والمدرسة المصرية، وبشكل عام يغلب على هوية الصحافة السعودية الحرية والاعتدال في الطرح نتيجة لوجود أنظمة تحمي المؤسسات وتنظمها، ولأن المؤسسات الصحافية يديرها القطاع الخاص ولا تتبع للحكومة من ناحية الإدارة والجوانب المادية.

## أزمات الصحافة السعودية
واجهت الصحف في السعودية أزمات متلاحقة ما بين عام 2016 حتى 2019. حيث تراجعت المبيعات والإعلانات، واتجاه القراء للصحافة الالكترونية. بلغ التراجع في حجم الإعلانات بنسبة 58%، ومما ساهم في تفاقم الأزمة قرار وزارة المالية في السعودية بوقف نشر الإعلانات الحكومية في الصحف، وقرار وزارة التجارة والاستثما منع نشر ميزانيات الشركات على الصفحات، مما أفقد الصحف حوالي 3 ملايين دولار سنويا جراء ذلك، وفي الوقت نفسه كانت قد أوقفت الخطوط الجوية السعودية توزيع الصحف على متن رحلاتها. إضافة إلى ارتفاع تكاليف الطباعة، وتخلف بعض الجهات الحكومية عن سداد ديونها تجاه الصحف، وتحجيم الاشتراكات الحكومية. وقد اتجهت صحف سعودية لمطالبة وزارة الإعلام السعودية بالمزيد من التمويل، بعد أن حدد خالد المالك رئيس هيئة الصحفيين السعوديين، ورئيس تحرير صحيفة الجزيرة السعودية أن أزمة الصحافة السعودية هي أزمة تمويل.

### آثار الأزمة
في عام 2017 عانت صحيفة الشرق بمدينة الدمام شرق السعودية من أزمات مالية أدت إلى توقفها عن الطباعة وتعرضت للتهديد بسحب الترخيص من قبل وزارة الإعلام إن لم تعاود الصدور وفي العام نفسه أغلقت مؤسسة عكاظ للصحافة والنشر صحيفتها الرياضية (النادي)، وتسريحها جمع الموظفين بسبب الخسائر المالية المتراكمة. كما توقف صحيفة الحياة بنسختها السعودية عن الصدور لعدة أيام، وتعاني صحف مكة والبلاد والمدينة والوطن ديون تهدد استمرارها في العمل. في عام 2018 وجه رئيس هيئة الصحفيين السعوديين خالد الملك رسالة إلى الحكومة السعودية إلى التدخل لإيجاد حل سريع لأزمة العجز المالي في الصحافة السعودية.
وبحلول عام 2019 زادت الأصوات الصحفية الداعية للتحول إلى النشر الإلكتروني عوضا عن الورقي، أسوة بعدد من الصحف العالمية والعربية مثل (الاندبندنت) و (التليغراف) البريطانيتين، وصحيفة السفير اللبنانية. وأعلنت الشركة الوطنية للتوزيع المسؤولة عن توزيع الصحف الورقية في أنحاء السعودية في 2 يوليو 2019 عن وقفها التوزيع في عدد من مناطق السعودية، بسبب ارتفاع التكاليف بمقابل انخفاض الإيرادات، وتخلف المؤسسات الصحفية عن دفع كلفة التشغيل.

## وصلات خارجية
- تاريخ الصحافة السعودية ونسخ جرائد قديمة